# تشارلز ديكين
تشارلز ديكين (بالإنجليزية: Charles Deakin) هو عسكري أمريكي، ولد في 1837 في نيويورك في الولايات المتحدة، وتوفي في 4 أكتوبر 1865 في فيلادلفيا في الولايات المتحدة.